# Gröbming
Gröbming è un comune austriaco di 2 808 abitanti nel distretto di Liezen, in Stiria; ha lo status di comune mercato (Marktgemeinde) ed è capoluogo del subdistretto di Gröbming (Expositur Gröbming).

## Geografia fisica

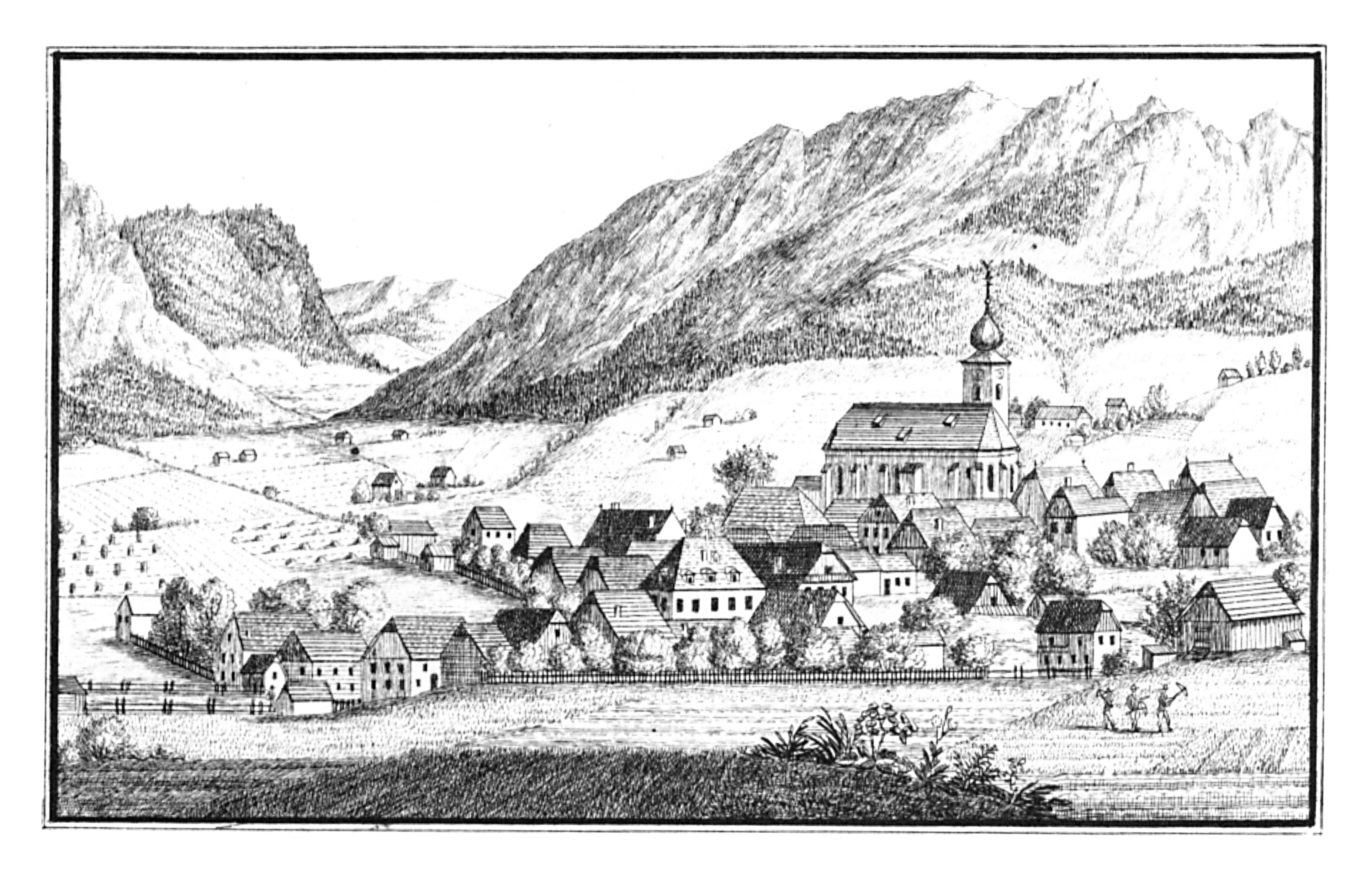
Gröbming,1830

Il comune si trova nel nord della Stiria, a metà strada fra Schladming e Liezen, ed ai confini con il Salzkammergut.